# (711) Marmulla
(711) Marmulla est un astéroïde de la ceinture principale découvert le 1er mars 1911 par l'astronome autrichien Johann Palisa. Sa désignation provisoire était 1911 LN.